# Panaretovtsi
Panaretovtsi (Bulgaars: Панаретовци) is een dorp in Bulgarije. Zij is gelegen in de gemeente Sliven, oblast Sliven. Het dorp ligt 13 km ten zuidwesten van de provinciehoofdstad Sliven en 243 km ten oosten van Sofia.

## Bevolking
In de eerste volkstelling van 1934 registreerde het dorp 508 inwoners. Dit aantal groeide tot een hoogtepunt van 557 personen in 1965. Op 31 december 2019 telde het dorp 297 inwoners.
Van de 327 inwoners reageerden er 325 op de optionele volkstelling van 2011. Van deze 325 respondenten identificeerden 323 personen zichzelf als Bulgaren (99,4%), terwijl 2 respondenten ondefinieerbaar waren (0,6%).
Van de 327 inwoners in februari 2011 werden geteld, waren er 28 jonger dan 15 jaar oud (9%), gevolgd door 200 personen tussen de 15-64 jaar oud (61%) en 99 personen van 65 jaar of ouder (30%).